# Liste des stations de radio en Norvège
Cet article présente la liste des radios en Norvège.

## Radios publiques

### Norsk rikskringkasting(NRK)
- NRK P1 : depuis 1933
- NRK P2 : depuis 1984
- NRK P3 : depuis 1993
- NRK mP3 : depuis 2000
- NRK P3 Urørt : depuis 2005
- NRK Sápmi : depuis 1984 ; NRK Sámi Radio de 1946 à 1984
- NRK Alltid Nyheter : depuis 1997
- NRK Klassisk : depuis 1995
- NRK Folkemusikk : depuis 2004 ; anciennement NRK Alltid Folkemusikk
- NRK Radio Super : depuis 2006
- NRK Jazz : depuis 2007
- NRK Sport : depuis 2007
- NRK Båtvær : depuis 2007
- NRK Stortinget : depuis 2000
- NRK P1+ : depuis 2013
- NRK P13 : depuis 2014

## Radios privées
- P4
- P5
- P6
- NRJ Norvège
- Radio Metro
- Radio Norge
- Radio 1
- The Beat
- Exact Hit FM